# Olga López de Roldán
Olga Marina López de Roldán u Olga Marina López Jaramillo  (Bogotá, 23 de diciembre de 1944) es una médica colombiana, víctima del Conflicto armado interno en Colombia. 
Detenida injustamente por dos años al ser acusada por organismos del estado de socorrer a Augusto Lara Sánchez, guerrillero del Movimiento 19 de abril en 1979, tras ser liberada en 1981, fue luego obligada a exiliarse fuera de Colombia por persecuciones llevadas a cabo por agentes del estado.
El 27 de junio de 1985, el Consejo de Estado, en un histórico fallo, por primera vez que un organismo judicial se pronunció sobre un caso de torturas por agentes del Estado citando el ejemplo de López y condenó a la nación colombiana por violación a los derechos humanos.

## Persecución estatal
Durante el Asalto al Cantón Norte en Bogotá el 31 de diciembre de 1978 y el 1 de enero de 1979 al Cantón Norte, El grupo guerrillero M-19 sustrajo más de cinco mil armas del ejército, por lo que fue objeto de la persecución del Estado colombiano. En ese proceso dirigido por las Fuerzas Armadas de Colombia, se decretaron centenares de allanamientos y fueron puestos presos decenas de militantes de ese movimiento, y entre los que cayeron muchos inocentes. Los detenidos eran enviados a las caballerizas del ejército en Usaquén donde fueron objeto de torturas para interrogarlos sobre el robo de armas. Colombia estaba bajo el mandato del presidente Julio César Turbay (amparado en el Estado de sitio y el Estatuto de Seguridad) que recibió la protesta nacional y mundial por el caso de las detenciones las cuales el M-19 usó como pretexto para la toma de la Embajada de la República Dominicana. La protesta se extendió a varios sectores del país, incluyendo personalidades de los dos partidos, senadores, representantes a la Cámara, exministros, la Iglesia, todas las centrales sindicales y periódicos como El Espectador, entre otros. A raíz de las manifestaciones nació el movimiento por las libertades ciudadanas, contra las detenciones arbitrarias y las torturas, llamado el Comité Permanente de Defensa de los Derechos Humanos y que presidió el ex canciller Alfredo Vásquez Carrizosa.
La médica Olga López Jaramillo de Roldán, una ciudadana ajena a todo el suceso, de 28 años fue arrestada el 3 de enero de 1979, junto con su hija de seis años, tras un allanamiento a su residencia, debido a que como médica y funcionaria del hospital San Juan de Dios atendió a  Augusto Lara Sánchez, quien fue miembro del comando superior del M-19. Permaneció vendada 14 días continuos y recibió todo tipo de torturas físicas y psicológicas que le dejaron serias secuelas. López fue entonces condenada por rebelión por la justicia penal militar. Luego fue trasladada a la Cárcel del Buen Pastor, donde permaneció hasta el 13 de enero de 1981, fecha en la que fue liberada por haber sido absuelta del delito que se le imputó. Dos meses después de haber sido liberada, las fuerzas militares allanaron la casa de su padre, donde ella y su hija residían, circunstancia que la obligó a abandonar el país y someterse a tratamiento psiquiátrico.

### Condena del Consejo de Estado a estado colombiano
El Consejo de Estado, ante la demanda de Iván López Botero, exsenador del Quindío y padre de Olga, falló el 27 de junio de 1985 condenando a la nación, en cabeza de las fuerzas armadas. Uno de los apartes capitales que sientan doctrina, señala:

"Las instituciones democráticas tienen el derecho y el deber de defenderse y el ejercicio de tal potestad es perfectamente legítimo, pero lo que resulta inadmisible, contrario a derecho, es que para mantener la democracia y el estado de derecho, el Ejecutivo utilice métodos irracionales, inhumanos, sancionados por la ley, rechazados por la justicia y proscritos mundialmente por todas las convenciones de derechos humanos y que ninguna concepción civilizada del ejercicio del poder podrían autorizar, o legitimar. Eso es justamente la negación de los principios e ideales que se pretenden defender y que son la razón misma que justifica la existencia de una sociedad jurídicamente organizada".

Y resuelve, en un fallo de 63 páginas, declarar a la Nación colombiana, administrativamente responsable de los perjuicios causados al doctor Iván López Botero, a la doctora Olga López Jaramillo de Roldán y a la menor Olga Helena Roldán López como consecuencia de las torturas morales a que ellos fueron sometidos y de las lesiones psíquicas y corporales causadas a la doctora Olga López Jaramillo de Roldán durante el tiempo transcurrido entre el 13 de enero de 1979 hasta el 13 de enero de 1981, en las instalaciones de la Brigada de Institutos Militares (BIM), y otras dependencias oficiales.
Se establecen como responsables por este crimen al presidente Julio César Turbay, al ministro de defensa  general Luis Carlos Camacho Leyva, al General Miguel Vega Uribe director de la BIM, al procurador Guillermo González Charry, el capitán Leopoldo Hincapié Segrera y a los ejecutores de estas torturas.
Debido a las denuncias realizadas por la periodista Ligia Riveros, sobre este caso y el reportaje de este, también debió exiliarse.
Su caso fue entregado en un documento ante la Jurisdicción Especial para la Paz, elaborado por la Comisión Intereclesial de Justicia y Paz, la Corporación Colectivo de Abogados José Alvear Restrepo y la Coordinación Colombia Europa Estados Unidos.Con casos de víctimas del Estado Colombiano y las Fuerzas Militares entre 1977 y 1998.